# Die Zwillinge und der Mörder
Die Zwillinge und der Mörder (Originaltitel:  Les trois font la paire) ist ein französischer Spielfilm (Kriminalkomödie mit schwarzem Humor) aus dem Jahr 1957 von Sacha Guitry, der auch das Drehbuch verfasst hatte. Die Hauptrollen sind mit Philippe Nicaud (in einer Dreifachrolle), Michel Simon, Pauline Carton und Sophie Desmarets besetzt. Zum ersten Mal ins Kino kam der Film am 17. Mai 1957 in Frankreich. In Deutschland hatte er seine Premiere erst am 23. November 1970 im Programm des Zweiten Deutschen Fernsehens (ZDF).

## Handlung
Es ist das Pech der beiden Zwillingsclowns, dass sie einem Mörder zum Verwechseln ähnlich sehen und deshalb gleich nach der Beendigung ihrer Zirkusvorstellung zur Polizeihauptwache abtransportiert werden, wo sie der unbeabsichtigten Clownerie von Kommissar Bernard Statistenhilfe leisten müssen. Der nämlich, wenig erfolgreich den Taten Maigrets nacheifernd, glaubt des Rätsels Lösung bereits gefunden zu haben: Einer der beiden ist der Mörder, der andere sein Doppelgänger. Er ist dabei in der glücklichen Lage, die Hilfe des Zufalls in Anspruch nehmen zu können, denn der Ermordete spielte gerade während der Außenaufnahmen zu einem Film eine Nebenrolle, als der Täter unprogrammgemäß auftauchte und sein Verbrechen von den Filmkameras mitgefilmt wurde. Doch Bernard ist mit seinem Latein bald am Ende, denn jeder der Zwillinge gesteht die Tat, um den Bruder zu schützen.
Während der Kommissar noch dem Problem der Doppelgängerei nachsinniert, macht eine Gangsterbande den Fall unter sich aus. Der von sich sehr eingenommene Mörder Jojo, der die Tat lediglich als Mutprobe begangen hat, um in die Gang aufgenommen zu werden, wird den anderen Mitgliedern zu gefährlich. Als dann auch noch sein Bild in der Zeitung erscheint, bringen sie ihn kurzerhand um, nicht ohne ihm vorher noch einen Abschiedsbrief zuzustecken, der das Geständnis enthält.

## Kritik
Das Lexikon des internationalen Films zieht folgendes Fazit: „Parodistisch gewürzte Kriminalgeschichte, die ihren Unterhaltungswert aus der kritischen, aber locker hingeworfenen Überzeichnung der Personen und der Komik der Situation bezieht.“ Ähnlich urteilt auch der Evangelische Film-Beobachter (13 Jahre nach der Uraufführung): „Ein von Sacha Guitry mit leichter Hand inszenierter, gut gespielter Kriminalfilm aus dem Jahr 1957, dessen belanglose Geschichte um einen Mörder und seine (Zwillings-)Doppelgänger nicht ungefällig dargeboten wird.“

## Weblink
- Die Zwillinge und der Mörder bei IMDb